# Патрік Едлінджер
Патрік Едлінджер (фр. Patrick Edlinger, 15 червня 1960, Дакс, Франція — 16 листопада 2012, Ла-Палю-сюр-Вердон, Франція) — французький скелелаз, відомий сходженнями в стилі фрі-соло, один з піонерів вільного лазіння, в 1980-х роках був однією з найбільш знакових фігур у своєму виді спорту.

## Біографія
Почавши займатися скелелазінням у віці восьми років, Патрік Едлінджер дуже швидко повністю присвятив себе цьому виду спорту. Він проводив багато часу на скелях і, коли не знаходив партнера, лазив без страхівки. Зі своїм другом Патріком Берхо (фр. Patrick Berhault), Едлінджер проходив дуже складні для свого часу маршрути, одночасно визначивши наперед новий стиль лазіння, в якому стан духу має таке ж важливе значення, як і фізична підготовка..
1982 р. він стає відомий широкій публіці завдяки документальним фільмам Життя на кінчиках пальців (фр. La Vie au bout des doigts) і Вертикальна Опера, знятим Жаном-Полем Жансеном (фр. Jean-Paul Janssen), визнаним у всьому світі. У фільмі Патрік проходить маршрути вільним лазінням, а також у стилі фрі-соло у відомих скелелазних районах Бюу (фр. Buoux) і ущелині Вердон (фр. Gorges du Verdon). У фільмі Едлінджер також викладає свою філософію, для якої характерно змішання гедонізму, любові до природи, подолання самого себе (фізичного і морального), а також потягу до ризику. Цей спосіб життя в поєднанні з зовнішністю ефеба (довге світле волосся, пов'язане стрічкою, мускулатура) звертають на себе увагу.
1986 р. Едлінджер переміг на перших міжнародних змаганнях фр. Sportroccia в Бардонеккія, Італія підтверджуючи негласне звання найсильнішого скелелаза планети. Змагання в Сноуберд в США (англ. Snowbird), приносять ще одну перемогу. Змагання проходять на природному рельєфі і за правилами перемагає той, хто далі пролізе. Едлінджер фінішував на 16 м вище найближчого конкурента.
1987 р. скелелаз Жан-Баптист Трібо (фр. Jean-Baptiste Tribout) проходить маршрут фр. 'Les Spécialistes' у Вердоні і оцінює складність у 8c (найвища і ніким не пройдена на той момент). Едлінджер легко повторює маршрут і знижує складність до 8b+.
Незважаючи на популярність, Едлінджер воліє житти тихо і спокійно. Далеко від камер і публіки він проходить фр. 'Orange Mécanique' 8a в стилі фрі-соло в районі Сімай . Крім цього він підкорює цілий ряд маршрутів екстремальної для свого часу складності: {{lang-fr|'Ça Glisse Au Pays des Merveilles'}} (8a), 'La Boule (8a +), 'Maginot Line' (8b + / 8c), 'Azincourt' (8c).
Справжня зірка у Франції, Едлінджер в 1980-і роки — один з найбільш шанованих французами спортсменів згідно з опитуванням журналу Paris Match.
1995 р., під час тренування в Каланках (фр. Calanques), на простому для себе маршруті (7b), пропустивши кілька точок страховки, він відламує зачіпку, зривається і падає з висоти 18 м. Внаслідок удару серце Едлінджера зупиняється, але лікарям вдається його реанімувати. Рятувальники побоюються за його спину. Того ж вечора він виходить з одним лише розривом м'язу преса. Через два тижні він знову на скелях.
З 1997 по 2000 рр. він є редактором журналу Rock'n'Wall, який був в кінцевому рахунку поглинений журналом Vertical. Він залишається знаковою фігурою скелелазіння і продовжує жити своєю пристрастю. Він перестав лазити соло після народження першої дитини.
Едлінджер помер 16 листопада 2012 р. у своєму будинку в Ла-Палю-сюр-Вердон у віці 52 роки в результаті падіння з крутих сходів у своєму будинку. Внизу сходів знаходилося два матраци, але після падіння Едлінджер вдарився головою між ними. Він був знайдений у ванній кімнаті, куди зміг дістатися в передсмертній агонії. Повідомлялося також, що у Едлінджера в останні роки були проблеми з алкоголем.

## Значимі сходження
- 1980 :
  - La Polka des ringards, 7c (он сайт), Бюу
  - Partie Carrée, 7c (он сайт), Бюу
  - Baou des Quatre Ouros, 7a/7a+ (соло), Бюу
- 1982 :
  - Fenrir, 7c+, Вердон
  - Le Rut, 7a (соло), Бюу
  - Pilier des Fourmis, 7a (соло), Бюу
- 1983 :
  - Ça glisse au pays des merveilles 8a, Бюу
- 1984 :
  - La Boule, 8a+, Сент-Віктуар.
- 1988 :
  - Sucettes à l'anis 8b, Льо Сімай
  - Are you Ready ? 8b+, Шатовер
  - Spécialistes 8b+, Вердон
- 1989 :
  - Orange Mécanique 8a (соло), Льо Сімай
  - Maginot Line 8b+/8c
  - Azincourt 8c, Бюу

## Книги
- Rock Games Escalades Aux Usa Edlinger, Patrick Arthaud
- Verdon — Opéra Vertical Edlinger, Patrick Arthaud
- Grimper, Pratique Et Plaisir Edlinger, Patrick Arthaud

## Відео
- Escalade avec Patrick Edlinger
- La Vie au bout des doigts et Opéra Vertical, 1982, de Jean-Paul Janssen
- Verdon Forever de Maurice Rebeix
- Arrow Head
- La Cordée de rêve de Gilles Chappaz, 2001 avec Patrick Berhault

## Фільми
- Les Loups entre eux (film, 1985) de José Giovanni
- La Belle Histoire (1992) de Claude Lelouch